# Eduard Krieger
Eduard Krieger (Bécs, 1946. december 16. – Bécs, 2019. december 20.) válogatott osztrák labdarúgó, hátvéd és középpályás.

## Pályafutása

### Klubcsapatban
Az SC Simmering, majd a Waggonfabrik korosztályos csapatában kezdte a labdarúgást. 1969–1975 között az Austria Wien játékosa volt, ahol egy bajnoki címet és két osztrák kupa győzelmet ért el a csapattal. 1975–1978 között a belga Club Brugge együttesében játszott, ahol három bajnoki címet és egy belga kupagyőzelmet szerzett. 1976-ban UEFA-kupa-, 1978-ban BEK-döntős volt a csapattal. Mindkét alkalommal a Liverpoollal szemben maradtak alul. 1979-ben a holland VVV-Venlo, 1979–1983 között a LASK Linz játékosa volt. 1983-ban 37 évesen vonult vissza az aktív labdarúgástól.

### A válogatottban
1970–1978 között 25 alkalommal szerepelt az osztrák válogatottban. Tagja volt az 1978-as argentínai világbajnokságon részt vevő csapatnak.

## Sikerei, díjai
Austria Wien
- Osztrák bajnokság
  - bajnok: 1969–70
- Osztrák kupa
  - győztes (2): 1971, 1974

 Club Brugge
- Belga bajnokság
  - bajnok (3): 1975–76, 1976–77, 1977–78
- Belga kupa
  - győztes: 1977
- Bajnokcsapatok Európa-kupája (BEK)
  - döntős: 1977–78
- UEFA-kupa
  - döntős: 1975–76